# Харрон, Роберт
Роберт Харрон (англ. Robert Harron, настоящее имя Роберт Эммет Харрон, англ. Robert Emmett Harron, 12 апреля 1893, Нью-Йорк — 5 сентября 1920) — популярный в 1910-х годах актёр немого кино, исполнитель главных ролей во множестве кинолент Дэвида Уорка Гриффита, в том числе и в легендарных его киношедеврах — «Рождение нации» (1915) и «Нетерпимость» (1916).

## Биография

### Ранние годы
Роберт Харрон был вторым сыном из девяти братьев и сестер, родившихся в бедной рабочей семье ирландского католика. Учился в нью-йоркской церковно-приходской католической школе Св. Иосифа в Гринвич-Виллидж.
В 1907 году, в тринадцатилетнем возрасте, чтобы помочь родителям прокормить многодетную семью, начинает работать в качестве посыльного в студии Biograph, которая имела свой офис в Нью-Йорке. В течение года, Бобби Харрон и его одноклассник Джеймс Смит принимают участие в нескольких фильмах, в качестве статистов.

### Карьера в Biograph, работа с Гриффитом
Его первая актёрская работа — в короткометражке «Доктор Скинум» (1907) сейчас считается утерянной. Присмотревшийся к молодому парню Дэвид Уорк Гриффит, дебютировавший в режиссуре в 1908, подписал с ним договор. Харрон быстро стал любимцем Гриффита и тот начал давать четырнадцатилетнему парню всё большие роли в снимаемых им короткометражках. Начиная с фильма «Жена камердинера» (1908) он становится постоянным членом съёмочной группы Гриффита. Красивый парень, высокий — 1,83 см, ещё очень молодой, добрый и чувственный с виду — таким он понравился американским кинозрителям 1910-х, особенно зрительницам. Его карьера развивалась стремительно, уже к 1912 году — он любимец публики.
В 1912 году он снимется в сорока фильмах, где его партнёршами будут популярные звёзды студии Biograph — Мэй Марш, Лиллиан Гиш, Бланш Свит и Мэри Пикфорд.
Актера до сих пор помнят по ролям в трех эпических фильмах Гриффита: «Юдифь из Бетулии», 1914, где он играет вместе с Бланш Свит, Генри Б. Уолтхоллом и «Мэй Марш. В спорной киноленте Рождение нации» (1915) он является одним из главных действующих лиц, а в фильме задействован не менее звездный актерский состав. Наконец, в блокбастере 1916 года «Нетерпимость» Харрон играет важную роль — юноши, влюблённого в героиню актрисы Мэй Марш.
Одной из самых популярных работ Харрона остаётся роль Уильяма Дженкинса в мелодраме Гриффита «Верное сердце Сюзи» (1919), где его партнёршей выступила блистательная Лиллиан Гиш.
На протяжении всех 1910-х годов Харрон пользовался неизменным успехом и рядом с такими партнёршами, как Лиллиан Гиш и Мэй Марш укрепился в имидже чувственного молодого человека. В личной жизни имел романтические отношения с актрисой Дороти Гиш, сестрой Лиллиан.

### Смерть
В 1920 году Харрон подписал контракт со студией Metro Pictures, где снялся в кинокартине «Совпадение». В том же году Гриффит снял одну из своих самых важных кинолент «Путь на Восток» (в советском прокате фильм демонстрировался под названиями «Водопад жизни», «Далеко на Востоке»), пригласив на роль главного героя Ричарда Бартелмесса, игравшего у него за год до этого в «Сломанных побегах» (1919), считающимся одним из гриффитовских шедевров. Роберт Харрон очень ревностно отнёсся к приглашению Бартелмесса на главную роль в фильме «Путь на Восток» и был безутешен. 1 сентября 1920 года актёр, находившийся в это время в Нью-Йорке, заперся в своём номере отеля Seymour и застрелился. Он был найден тяжело раненым в лёгкое режиссёром Виктором Херманом, с которым они делили номер на двоих. Вызванная скорая доставила раненого Харрона в Bellevue Hospital Center, где он скончался на пятый день.
Ещё до его смерти, пока он лежал в госпитале, появились слухи, толковавшие случившееся по-разному. Были спекуляции на темы его уныния из-за конца его лидерских позиций в команде Гриффита или предположения о разладе его отношений с Дороти Гиш. Виктор Херман например, утверждал, что Харрон был трезвенником и девственником, а также набожным католиком и по этим причинам не мог совершить суицид. Актрисы Мириам Купер и Лиллиан Гиш были согласны с ним, в значительной степени из-за того, что знали — Харрон был главным источником доходов своей семьи.
На момент кончины, Бобби Харрону было 27 лет. Его карьера длилась тринадцать лет, в течение которых он снялся в 220 фильмах. Он никогда не состоял в браке.
Роберт Харрон был похоронен на кладбище Calvary в Нью-Йорке.

## Интересные факты
- Двоих из своих восьми братьев и сестёр Бобби пристроил в киноиндустрию. Также в качестве актёров, но они были менее успешны: младший брат Джон Харрон (1903—1939) и сестра Мэри Харрон (снявшаяся в небольшой роли в фильме с учатием Роберта Харрона «Серда мира», 1918).
- По иронии судьбы — были в истории ещё два актёра с фамилией Харрон, которые также умерли молодыми: однофамилец Роберта — Тесси Харрон (1896—1918), умерший в возрасте 22 лет от испанки и младший брат Роберта — Джон Харрон (1904—1939), по прозвищу Джонни, умерший от спинального менингита в возрасте 35 лет. Оба снимались в эпизодических ролях фильма «Сердца мира» (1918), в котором у Бобби была главная роль[5].